# Departamento de Lules
Departamento de Lules är en kommun i Argentina.   Den ligger i provinsen Tucumán, i den norra delen av landet, 1 100 km nordväst om huvudstaden Buenos Aires. Antalet invånare är 57 235. Arean är 540 kvadratkilometer.
Terrängen i Departamento de Lules är varierad.
Trakten runt Departamento de Lules består till största delen av jordbruksmark. Runt Departamento de Lules är det ganska tätbefolkat, med 134 invånare per kvadratkilometer.